# Sérgio Ribeiro
Sérgio Miguel Vieira Ribeiro (Matosinhos, 28 november 1980) is een Portugees voormalig wielrenner.

## Carrière
Ribeiro begon zijn carrière in 2004 bij het Portugese team Barbot-Halcon. In 2005 won hij een etappe in de Ronde van Castilië en León en werd derde in de Ronde van Alentejo. Later won hij deze ronde en volgden nog enkele etappe-overwinningen in rittenkoersen. In 2007 werd hij geschorst voor het gebruik van bloeddoping. In 2013 werd hij wederom geschorst, ditmaal vanwege onregelmatigheden in zijn bloedpaspoort. De twaalfjarige schorsing liep af in 2025. Tevens werden al zijn resultaten vanaf 6 januari 2011 geschrapt. Hij keerde nadien niet meer terug in het peloton.

## Belangrijkste overwinningen
2005
1e etappe Ronde van Castilië en León
5e etappe Ronde van Alentejo
2006
5e etappe Ronde van Alentejo
Eindklassement Ronde van Alentejo
2009
Eindklassement Ronde van Brazilië
2010
5e etappe Ronde van Castilië en León
2e en 8e etappe Ronde van Portugal
2011
3e etappe Trofeo Joaquim Agostinho
1e etappe Ronde van Portugal
2e etappe Ronde van Portugal
2012
1e etappe Trofeo Joaquim Agostinho
5e etappe Ronde van Portugal
2013
1e etappe Trofeo Joaquim Agostinho
Azevedo · Benítez · Castanheira · Costa · Lavarinhas · Lopes · Miranda · Ortega · Pecharroman · Petrov · Pradera · Ribeiro · Sancho · Silva